# Jelena Silajdžić
Jelena Silajdžić je bosensko-česká filmová producentka, promotérka umění a lidskoprávní aktivistka. Je spoluzakladatelkou a výkonnou ředitelkou nevládní neziskové organizace Slovo 21, která se zaměřuje na integraci Romů a imigrantů v Česku. Se svým manželem Džemilem také založila a vede festival romské kultury Khamoro.

## Život
Vystudovala žurnalistiku na Fakultě politických věd na Univerzitě v Sarajevu, promovala v roce 1977. Nejprve pracovala jako novinářka pro noviny Oslobođenje, poté se stala filmovou producentkou. Po rozpadu Jugoslávie a těsně před vypuknutím války v Bosně a Hercegovině se přesunula do Prahy. Zde se začala věnovat aktivitám upozorňujícím na lidská práva a integraci Romů a cizinců a produkci kulturních akcí. V roce 1999 založila nevládní neziskovou organizaci Slovo 21, která má podporovat toleranci a vzájemné porozumění.

## Filmová produkce
Před svým odchodem do Československa pracovala 15 let jako filmová produkční ve společnosti Forum Sarajevo. Podílela se na vzniku 20 filmů, 6 televizních seriálů a 150 dokumentárních filmů. Mezi její spolupracovníky patřil i režisér Emir Kusturica, v roce 1988 se podílela na produkci jeho filmu Dům k pověšení (Dom za vešanje).

## Kulturní projekty
- Khamoro, „největší festival romské kultury na světě“ (od roku 1999)[1]
- Jdeme dlouhou cestou, mezinárodní setkání romské mládeže (od roku 2000)[1][3]
- Dža dureder, příprava romských studentů na maturitu a k přijímacím zkouškám na VŠ (od roku 2003)[1]
- Manushe, ženská romská skupina (od roku 2001)[1]
- Rodina Odvedle, setkání českých rodin a rodin cizinců (od roku 2004)[1]

## Ocenění
- V roce 2000 obdržela Nansenovu cenu za výjimečnou pomoc uprchlíkům z Balkánu.[4]
- V roce 2000 obdržela speciální poděkování od Mezinárodní romské unie za její práci s romskou minoritou.[1]